# Meine Seele rühmt und preist, BWV 189
Meine Seele rümth und priest, BWV 189 (La meva ànima glorifica i lloa) és una cantata religiosa atribuïda a Melchior Georg Hoffmann, composta l'any 1728 i destinada a la festa de l'Anunciació. La segona edició del catàleg de Wolfgang Schmieder la ubica a BWV 189/Anh. II 23.